# Pickerington
Pickerington är en stad i centrala Ohio med en yta av 19,3 km² och en folkmängd, som uppgår till 9 792 invånare (2000).

## Kända personer från Pickerington
- Arthur Raymond Robinson, politiker, senator för Indiana 1925-1935